# 1С91
1С91 — радянська самохідна установка розвідки та наведення ЗРК 2К12 «Куб».

## Опис конструкції
Самохідна установка розвідки та наведення 1С91 у складі ЗРК 2К12 «Куб» призначена для вирішення завдань виявлення цілей та обчислення їхніх координат. Для розмежування цілей на ворожі та дружні в самохідній установці розвідки та наведення 1С91 є система визначення «Свій-Чужий». Здійснює супровід та підсвічування обраної для обстрілу цілі.
Для вирішення бойових завдань до складу самохідної установки розвідки та наведення 1С91 входять дві РЛС: станція виявлення цілей 1С11 та станція наведення ракет 1С31, антени цих двох РЛС розміщені у два яруси та обертаються незалежно один від одного.

### Засоби спостереження та зв'язку

#### Станція виявлення цілей 1С11
Станція виявлення цілей 1С11 виконує функції виявлення цілей, а також визначає належність цілі за допомогою системи «Свій-Чужий». 1C11 має когерентно-імпульсну антену кругового огляду, яка здійснює 20 обертів на хвилину. Зона дії РЛС за дальністю від 3 до 70 км, за висотою від 30 до 7 000 м. Станція працює в сантиметровому діапазоні радіохвиль і має два незалежні приймально-передавальні канали. Підвищення 1С11 становить 20° за імпульсної потужності 600 кВт і ширині променів за азимутом 1°.
Для боротьби з перешкодами, у станції виявлення цілей 1С11 передбачені такі засоби:
1. Система селекції рухомих цілей
2. Перебудова частоти передавачів
3. Пригнічення несинхронних імпульсних перешкод
4. Модуляція частоти повторення імпульсів
5. Ручне регулювання посилення приймальних каналів.

#### Станція наведення ракет 1С31
Станція наведення ракет 1С31 призначена для захоплення цілі та подальшого її супроводу та підсвічування для головки самонаведення зенітної керованої ракети. Дані для захоплення цілі станція наведення ракет 1С31 отримує від станції виявлення цілей 1С11, ймовірність захоплення становить 90 %. Станція наведення ракет 1С31 є РЛС, яка працює з двома незалежними каналами. Випромінювачі каналів розташовуються на загальній антені у фокальній площині параболічного відбивача. Середня помилка супроводу цілі становить близько 10 метрів за дальністю та близько 00-05 д. к. за кутовими координатами. У разі придушення станції наведення ракет 1С31 радіоелектронними перешкодами, ціль за кутовими координатами супроводжується за допомогою телевізійно-оптичного візира.

## Ходова частина
Як база використано шасі виробництва ММЗ, що має індекс ГБТУ — «Об'єкт 568» (рос. Объект 568).

## Модифікації
- 1С91 — базовий варіант для ЗРК 2К12 «Куб»
- 1С91М — модифікована самохідна установка розвідки та наведення для ЗРК 2К12М «Куб-М»
- 1С91М1 — модифікована самохідна установка розвідки та наведення для ЗРК 2К12М1 «Куб-М1»
- 1С91М2 — модифікована самохідна установка розвідки та наведення для ЗРК 2К12М2 «Куб-М2»
- 1С91М3 — модифікована самохідна установка розвідки та наведення для ЗРК 2К12М3 «Куб-М3» та 2К12М4 «Куб-М4»